# Diego Estrada
Diego Estrada Valverde, né le 25 mai 1989 à Alajuela (Costa Rica), est un footballeur international costaricien. Il joue au poste de milieu offensif au CS Cartagines.

## Sélections
Diego Estrada fait ses débuts en équipe nationale de Costa Rica le 27 janvier 2010 contre l'Argentine.
Quatre sélections et aucun but avec le  Costa Rica depuis 2010.

## Palmarès

### En club
- Avec LD Alajuelense :
  - Champion du Costa Rica en 2010 (Apertura).